# Antaresia maculosa
Antaresia maculosa — вид змій родини пітонових (Pythonidae). Ендемік Австралії. Один із 4(5) видів роду. Вид занесений до Вашингтонської конвенції (CITES). Описано 2 підвиди.

## Етимологія
Назва виду походить від лат. maculosa, що означає «плямистий».
Назва на інших мовах: Spotted Python, Eastern Small-blotched Python (англ.; дослівно «плямистий пітон», «східний дрібноплямистий пітон»); Fleckenpython, Gefleckter Zwergpython (нім.; дослівно «плямистий пітон», «плямистий карликовий пітон»).

## Опис
Загальна довжина коливається від 1 до 1,7 м, зазвичай 1,35 м. Тулуб стрункий, його довжина з головою може сягати 122 см. Голова пласка, вузька, морда закруглена, вкрита великою лускою. Термолокаційні ямки розташовані в щитках верхньої та нижньої щелеп. 
Забарвлення верхньої частини тіла світло-коричневе або жовтувате з яскравим візерунком у вигляді великих контрастних темно-коричневих плям.

## Поширення
Мешкає в Північно-Східній Австралії, на півдні о. Нова Гвінея (Індонезія).

## Особливості біології
Населяє різноманітні біотопи, включаючи рівнини з вологими прибережними тропічними лісами, рідколіссям та очеретяними заростями, сезонно сухі ліси, сухі савани,  кам'янисті місцевості. Не уникає освоєних районів, тримаючись порушених сільськогосподарських угідь. Усе життя проводить переважно на деревах, ховаючись у дуплах дерев та печерах. У Новій Гвінеї він був зареєстрований в евкаліптовій савані з численними термітниками. Активний уночі. 
Пітон плямистий належить до яйцекладних змій. Парування відбувається з квітня по серпень. Самиця з травня по серпень відкладає 4—18 яєць і висиджує згорнувшись навколо кладки кільцями. Через 80 днів з'являються молоді пітони 25—30 см завдовжки.
Живиться дрібними ссавцями, зокрема кажанами, а також птахами та ящірками.

## Охорона
Стан більшості природних популяцій виду в межах ареалу залишається більш-менш стабільним. Саме тому він, згідно Червоного списку МСОП, отримав охоронний статус «відносно благополучний вид». Пітон плямистий переважно страждає від неконтрольованої торгівлі домашніми тваринами. У найбільшій загрозі перебуває субпопуляція на Новій Гвінеї. Тому вид занесений до Додатку ІІ Вашингтонської конвенції (CITES). Пітон трапляється на багатьох природно-заповідних територіях.

## Практичне значення
Цей вид пітонів успішно розводиться в неволі та є традиційним об'єктом міжнародній торгівлі домашніми тваринами. Його можна тримати як домашнього улюбленця в деяких штатах Австралії за наявності відповідних ліцензій.

## Систематика
Один із 4(5) видів роду Antaresia.
Станом на 2025 рік описано 2 підвиди:
- Antaresia maculosa maculosa;
- Antaresia maculosa peninsularis.